# Résumé
Un résumé en général est un petit écrit, qui consiste à prendre les points essentiels d'un texte en seulement un ou plusieurs paragraphes.
Par exemple, un résumé de thèse, ou abstract (d'après le terme anglais), est un bref résumé d'un article de recherche, d'une thèse, d'une critique, d'actes de conférence ou de tout autre document. Attention, il ne faut pas confondre un résumé et une critique,.

## Techniques de résumé de texte
- Plan

1. Édition (Titre, auteur, date et lieu de parution)
2. Index
3. Œuvre (Récit : Où ? Quand ? Qui ? Quoi ? ; Auteur : Qui est-il ? Quel est son engagement ? ; Contexte : Quelles sont les interactions sur le sujet ? Par qui ?)
4. Commentaire (Avis personnel)

- Référence (Citer, situer, expliquer)

Exemple :
1. La Belle au Bois Dormant, adaptation du conte de Charles Perrault par les frères Grimm.
2. Index
3. Œuvre
Récit :
  - Où : Un royaume
  - Quand : À l'époque des princes
  - Qui : Le roi, la reine, la grenouille, les 13 sages-femmes, la Belle au Bois Dormant et le Prince
  - Quoi : Malédiction de la sage-femme pas invitée par le roi au baptême de la Belle au Bois Dormant

Auteur : Les frères Grimm étaient deux linguistes philologues et collecteurs de contes de langue allemande.
  - Jacob, né le 4 janvier 1785 à Hanau et mort le 20 septembre 1863.
  - Wilhelm, né le 24 février 1786 à Hanau et mort le 16 décembre 1859 à Berlin.

Contexte (Quelles sont les interactions sur le sujet ? Et par qui ?)
La malédiction de la sage-femme pas invitée au baptême et une autre sage-femme qui veut apaiser la malédiction.
4. Commentaire (avis personnel) (citer, situer, et expliquer)
C'est une reine qui veut avoir une petite fille. Une grenouille sort de l'eau et lui dit : « Ton souhait va être exaucé : avant qu'un an soit écoulé, tu mettras une petite fille au monde. » Le vœu s'accomplit. Le roi organise un baptême parce qu'il est fier d'avoir une petite fille, il invite tout le royaume sauf une sage-femme car il n'a pas assez d'assiettes. Puis, la sage-femme non invitée rentre dans la salle et jette une malédiction mortelle à la Belle au Bois Dormant, mais une sage-femme qui n'avait pas fait son vœu adoucit la malédiction et dit : « Ce n'est pas dans la mort que la princesse tombera, mais dans un profond sommeil de 100 ans. » Après 100 ans, un prince va la réveiller en lui faisant un baiser.

## Structure d'un résumé de thèse
- intérêt de la question de recherche
- problématique
- méthodologie (pourquoi elle a été conçue ainsi et description)
- résultats principaux
- conclusions [3],[4]

## Les digests
Un digest est un recueil de résumés à l'usage des gens qui n'ont pas le temps de lire des livres entiers, ou qui cherchent une anthologie de ce qu'ils n'auraient pas pu lire autrement (par exemple, parce que le texte original est dans une autre langue, par manque de temps ou encore par paresse). Dans le domaine du droit, il s'agit d'un recueil de jurisprudence abrégée.
Le digeste a connu son apogée sous le Bas-Empire romain : à cette époque, on écrivait souvent des résumés des grandes œuvres classiques. Cela a d'ailleurs permis de connaître plusieurs livres qui seraient autrement perdus. Le Code de Justinien, rédigé à cette époque, inclut un digeste des meilleurs juristes romains, afin d'établir une jurisprudence applicable à tout l'Empire. Il a connu une telle postérité qu'on l'appelle aujourd'hui simplement le Digeste.
À l'époque moderne, le Reader's Digest est l'exemple le plus abouti de digeste.